# Flora Iberica
Flora iberica (abreviado Fl. iber.) es una serie de libros con ilustraciones y descripciones botánicas que es publicado por el Real Jardín Botánico desde marzo de 1986 con el nombre de Flora Iberica: plantas vasculares de la península Ibérica e Islas Baleares. Proyecto nacido en 1980, en 2021 se había publicado el total de la obra de 21 volúmenes. El nombre no lleva tilde en la "e" de iberica pues está escrito en latín.

## Publicaciones
- Volumen n.º 1. Lycopodiaceae-Papaveraceae
- Volumen n.º 2. Platanaceae-Plumbaginaceae (partim)
- Volumen n.º 3. Plumbaginaceae (partim)-Capparaceae
- Volumen n.º 4. Cruciferae-Monotropaceae
- Volumen n.º 5. Ebenaceae-Saxifragaceae
- Volumen n.º 6. Rosaceae
- Volumen n.º 7(1). Leguminosae (partim)
- Volumen n.º 7(2). Leguminosae (partim)
- Volumen n.º 8. Haloragaceae-Euphorbiaceae
- Volumen n.º 9. Rhamnaceae-Polygalaceae
- Volumen n.º 10. Araliaceae-Umbelliferae
- Volumen n.º 11. Gentianaceae-Boraginaceae
- Volumen n.º 12. Verbenaceae-Callitrichaceae
- Volumen n.º 13. Plantaginaceae-Scrophulariaceae
- Volumen n.º 14. Myoporaceae-Campanulaceae
- Volumen n.º 15. Rubiaceae-Dipsacaceae
- Volumen n.º 16. Compositae
- Volumen n.º 17. Butomaceae-Juncaceae
- Volumen n.º 18. Cyperaceae-Pontederiaceae
- Volumen n.º 19(1). Gramineae (partim)
- Volumen n.º 19(2). Gramineae (partim)
- Volumen n.º 20. Liliaceae-Agavaceae
- Volumen n.º 21. Smilacaceae-Orchidaceae